# Juyúm

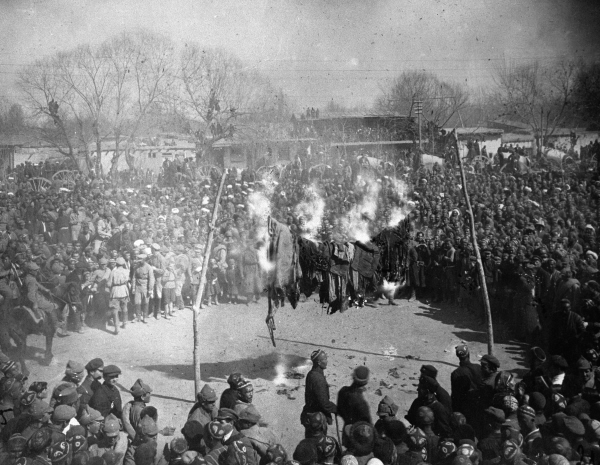
Acto de quema de velos en Andijan en el Día internacional de la mujer de 1927.

Juyúm (del árabe: هجوم; en ruso: Худжум, Judzhum) fue un programa de políticas y acciones llevado a cabo por el Partido Comunista de la Unión Soviética, por decreto de Iósif Stalin, para que las mujeres de las regiones de mayoría musulmana de la Unión Soviética dejaran de llevar velo. El Hujum fue una "ofensiva" contra todas las costumbres o usos en Asia Central que significaran una discriminación de las mujeres por motivo de su sexo, principalmente el uso del velo y su reclusión en el hogar. De este modo, el partido hacía una campaña de lanzamiento de su mensaje de revolución política reformulado como discurso de liberación de la mujer. 
Al prohibir en Uzbekistán los modos de clara opresión a las mujeres y anunciar su liberación, los soviéticos pensaban que allanarían el camino para la construcción del socialismo. El propósito de la campaña Hujum era el de cambiar rápidamente la vida de las mujeres uzbekas para que pudieran participar en la vida pública, acceder a un empleo pagado, a la educación y acabaran ingresando en el Partido Comunista. Se concibió originalmente para hacer efectivas las leyes que instauraban la igualdad entre mujeres y hombres, por medio de la alfabetización de las mujeres y de la posibilidad de que tuvieran un trabajo.
La aplicación del programa empezó en 1927 y supuso un cambio en la política bolchevique de respeto a la libertad religiosa en Asia Central. Muchos musulmanes percibieron el Hujum como un intento de los rusos para imponer su cultura a los pueblos de la región, tayikos, tártaros y uzbekos. Por ello, el velo se convirtió en una seña de identidad cultural y llevarlo, en un acto de desafío político y religioso, y en una manifestación de nacionalismo étnico. Antes del comienzo del Hujum el número de mujeres en puestos de poder en los soviets de la región era alto pero disminuyó considerablemente después de su aplicación.

## Contexto cultural e histórico
El uso de diversos tipos de velo en Asia Central dependía mucho de la clase social, el grupo étnico y la religión a la que perteneciera una mujer. Antes del gobierno soviético las mujeres kazajas, kirguises y turcomanas usaban un yashmak en presencia de hombres adultos que no fueran de la familia, una tela que cubría sólo la boca, y se trataba de un uso tribal más que islámico.
Entre los tártaros migrados desde Rusia las mujeres no se velaban, aunque eran musulmanes, pues en muchas de sus costumbres estaban europeizados por haber vivido dentro del Imperio Ruso desde el siglo XVII. Sólo entre los uzbekos y los tayikos había costumbres estrictas sobre el uso del velo, implantadas supuestamente por Tamerlán, pero también entre ellos, cubrirse dependía de la clase social y del lugar donde se viviera. Las mujeres en las ciudades se cubrían con un chachvon (en tártaro Чачван, un velo tupido para el rostro tejido con crin de caballo que cubría el rostro y caía sobre el cuello y pecho) y un paranja (manto amplio que se ponía sobre la ropa al salir, que cubría el cuerpo de la cabeza a los pies y se cerraba con la mano), aunque el precio del paranja lo hacía inasequible para las mujeres más pobres. En las zonas rurales, en cambio, las mujeres uzbekas llevaban un chopan, solo un chal que alzaban para ocultar su boca en presencia de hombres.
La reclusión de las mujeres en las casas era defendida por las costumbres y la religión. Moralmente, no llevar velo era equiparado a tener relaciones sexuales antes del matrimonio y con el adulterio, afrentas gravísimas al honor de una familia. Muchos mulás eran vehementes partidarios de las prendas que ocultaran totalmente a las mujeres y de su reclusión doméstica.

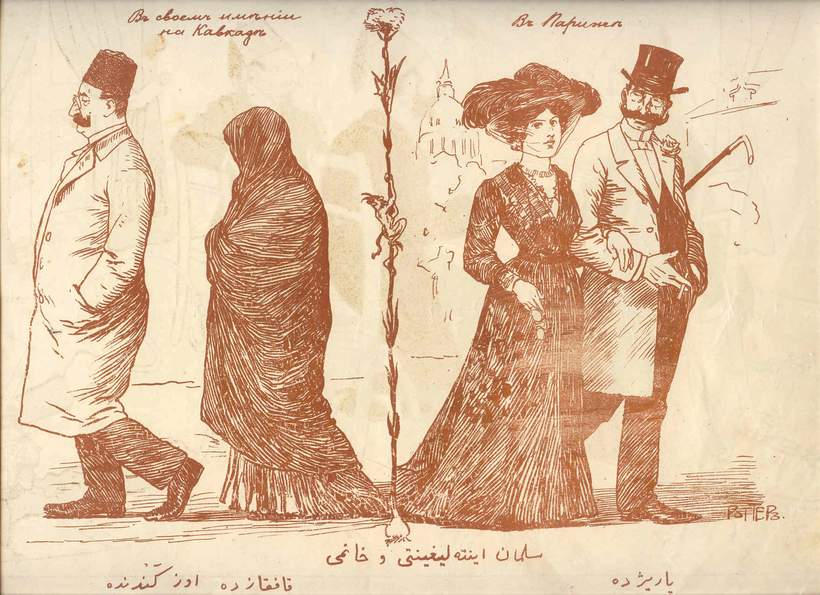
Caricatura de 1909 sobre las relaciones conyugales islámicas de la revista Molla Nasraddin. A la derecha, una noble pareja azerí en París; a la izquierda, la pareja caminando por sus tierras en el Cáucaso.

Al igual que en el resto del mundo musulmán, las casas tenían habitaciones diferentes para hombres y mujeres, y las mujeres no podían estar solas en una habitación con un hombre que no perteneciera a la familia.
Desde finales del siglo XIX, entre la clase alta del Asia Central había surgido el movimiento de los Jadid, favorable a la educación de las mujeres, pero no contrario al uso del velo. Esta iniciativa sólo benefició al reducido número de mujeres pertenecientes a la élite social, las cuales formarían el movimiento feminista de la región durante la época soviética. Los Jadid recibieron severas críticas de los mulás a pesar de sus limitados objetivos.
Cuando el Asia Central pasó a formar parte del Imperio ruso constituyó una unidad administrativa, el Turkestán, en la que algunas zonas tuvieron una administración formada por musulmanes; se establecieron leyes diferentes para los europeos y los naturales para posibilitar la inclusión pacífica de la región en el imperio, aunque el gobierno zarista no era favorable al uso del velo. La llegada de funcionarios tártaros (musulmanes), llevó a Asia Central una población de musulmanes de costumbres menos rígidas.
Hasta 1924 la política soviética en Asia Central hizo poco por cambiar el estatus de la mujer, de 1918 a 1922 el ejército soviético combatió contra los janatos resurgidos, los rebeldes basmachi y los ejércitos zaristas, el poder de Moscú era tan débil que el Turkestán quedó bajo un gobierno de Jadids, los cuales conformaron la clase administrativa y política bajo bandera comunista. Los Jadid legislaron contra la poligamia, la sharía y el precio de las novias, pero no hicieron que sus medidas se cumplieran, ni hicieron nada en relación con los velos. Moscú estaba más interesada en que la región estuviera en guerra.
En 1924 empezó una estrategia contra el velo, cuando los soviéticos se hicieron con el poder purgando a los jadids: unos fueron ejecutados y otros huyeron a otros países.

## Desarrollo
El hujum era parte del propósito de "crear una población soviética cohesionada, que hubiera recibido la misma educación, absorbido la misma ideología y se identificara con el estado soviético en su conjunto".
Las mujeres eran consideradas como un numeroso pero inactivo grupo de aliados potenciales de los bolcheviques, que serían ganadas para la revolución con la propagación del mensaje del partido acerca de la igualdad entre los sexos y la liberación de la mujer. Para erradicar el uso del paranja se organizaban grandes manifestaciones, con discursos ardorosos y relatos inspiradores en contra. Si todo salía como estaba previsto las mujeres uzbekas se quitarían los paranjis en masa. Al principio se pidió a los miembros del partido dar ejemplo con la esperanza de que su actitud se extendiera.
Las autoridades soviéticas emplearon la fuerza física y la coerción, al mismo tiempo que las leyes para controlar a la población y desterrar el uso del velo. La mayoría de las mujeres dejaron de velarse por los coercitivos métodos del partido (por orden de alguna autoridad o de sus maridos, presionados por la autoridad política).
Una buena parte de los uzbekos reaccionaron en contra de la campaña, el cumplimiento de las nuevas leyes era escaso entre quienes no eran miembros del partido, que fueron acosados socialmente por no seguir la tradición. La ofensiva soviética contra el velo y la reclusión de las mujeres enfrentó a los activistas del partido con el clero, que se opuso violentamente a la campaña, llegando a justificar los ataques a las mujeres que no se cubrieran. Los comunistas uzbekos, que tenían que elegir entre las directrices del partido y las normas tradicionales, acababan inclinándose por las segundas.
El problema fundamental del Hujum fue que las mujeres quedaron atrapadas entre el estado soviético y la sociedad en que vivían, teniendo poco poder para que las decisiones que tomaban valieran para algo. Los hombres intentaban de todas las maneras apartar a las mujeres de cualquier influencia soviética y que las nuevas normas no se impusieran. En Uzbekistán, no se podía ser neutral, las mujeres sufrían la presión del partido o de la sociedad. El feminicidio se empleó como medio de castigo y disuasión contra no usar velo.
Otra campaña contra el velo fue llevada a cabo en Azerbaiyán, las mujeres que dejaron de llevarlo fueron acosadas o también asesinadas; esta campaña fue impulsada por las mujeres del Ali Bayramov Club.

## Resultados del Hujum
A finales del primer año, el éxito de la campaña fue ambiguo como mucho. Poco se había avanzado para la erradicación del velo, de hecho la mayoría de las mujeres que habían dejado de cubrirse volvieron a usarlo.
La campaña no logró su objetivo contra la hegemonía cultural de las tradiciones no soviéticas. La Sharia socavó la autoridad de las nuevas leyes y se impuso sobre ellas, el intento de introducir un modo "ilustrado" de pensamiento se volvió en contra siendo malinterpretado como un programa político culturalmente irrespetuoso.
Los comunistas debatieron si hacer ilegal el uso del velo pero al final la idea se desechó. Se llegó a la conclusión de que el régimen soviético no podría sostenerse con la oposición de las poblaciones locales. Sin embargo, debido a la proliferación de asesinatos de mujeres que no se velaban se promulgaron leyes nuevas en 1928 y 1929, en defensa de la seguridad de las mujeres. Estas leyes calificaban los crímenes como "contrarrevolucionarios" y "ataques terroristas" y los castigaban con la pena de muerte.
En la esfera doméstica el rol de la mujer cambió poco, aunque sí cambió en la esfera pública y en sus condiciones de vida. El programa para el cambio social y cultural hacia la liberación de las mujeres acabó con la reclusión de las mujeres en las casas, permitiendo que se convirtieran en miembros activos de la sociedad. Las concepciones sobre las capacidades de las mujeres fueron transformadas, pero apenas se progresó en los modelos de género y roles sociales.